# Томіясу Такехіро
Такехіро Томіясу (яп. 冨安健洋, нар. 5 листопада 1998, Фукуока) — японський футболіст, захисник лондонського «Арсенала» і національної збірної Японії.

## Клубна кар'єра
Народився 5 листопада 1998 року в місті Фукуока. Вихованець футбольної школи місцевої «Авіспа Фукуока». Дорослу футбольну кар'єру розпочав 2015 року в основній команді того ж клубу, в якій провів три сезони, взявши участь у 45 матчах чемпіонату. Більшість часу, проведеного у складі «Авіспа Фукуока», був основним гравцем захисту команди.
На початку 2018 року перейшов до бельгійського «Сент-Трюйдена», де поступово почав залучатися до ігор основної команди в сезоні 2018/19.
Влітку 2019 року перейшов до італійської «Болоньї», ставши другим японським гравцем в історії клубу після Хідетосі Накати. Протягом двох сезонів був стабільним гравцем основного складу італійської команди, провівши 60 ігор у Серії A.
31 серпня 2021 року перейшов до лондонського «Арсенала» за 20 мільйонів євро.

## Виступи за збірні
2015 року дебютував у складі юнацької збірної Японії, взяв участь у 23 іграх на юнацькому рівні, відзначившись одним забитим голом.
Протягом 2017–2018 років залучався до складу молодіжної збірної Японії. На молодіжному рівні зіграв у 8 офіційних матчах.
У жовтні 2018 року дебютував в офіційних матчах у складі національної збірної Японії. А вже за декілька місяців поїхав у її складі на кубок Азії 2019 року до ОАЕ. На континентальній першості був основним захисником команди, а в грі 1/8 фіналу проти збірної Саудівської Аравії забив свій перший гол за збірну, його м'яч виявився єдиним у зустрічі і вивів японців до чвертьфіналів. Врешті-решт японська команда сягнула фіналу змагання, в якому поступилася катарцям.
Влітку того ж 2019 року був учасником тогорічного Кубку Америки, на якому японці були однією із запрошених команд.

## Статистика виступів

### Статистика клубних виступів
Станом на 31 серпня 2021 року
| Сезон                      | Клуб                       | Чемпіонат                  | Чемпіонат | Чемпіонат | Національний кубок | Національний кубок | Національний кубок | Континентальні кубки | Континентальні кубки | Континентальні кубки | Суперкубки | Суперкубки | Суперкубки | Усього | Усього |
| Сезон                      | Клуб                       | Ліга                       | Ігор      | Голів     | Ліга               | Ігор               | Голів              | Ліга                 | Ігор                 | Голів                | Ліга       | Ігор       | Голів      | Ігор   | Голів  |
| -------------------------- | -------------------------- | -------------------------- | --------- | --------- | ------------------ | ------------------ | ------------------ | -------------------- | -------------------- | -------------------- | ---------- | ---------- | ---------- | ------ | ------ |
| 2015                       | «Авіспа Фукуока»           | ДжЛ2                       | 0         | 0         | КІ                 | 1                  | 0                  |                      | -                    | -                    |            | -          | -          | 1      | 0      |
| 2016                       | «Авіспа Фукуока»           | ДжЛ                        | 10        | 0         | КДжЛ+КІ            | 5+1                | 0                  |                      | -                    | -                    |            | -          | -          | 16     | 0      |
| 2017                       | «Авіспа Фукуока»           | ДжЛ2                       | 35+2      | 1         | КІ                 | 2                  | 0                  |                      | -                    | -                    |            | -          | -          | 39     | 1      |
| Усього за «Авіспа Фукуока» | Усього за «Авіспа Фукуока» | Усього за «Авіспа Фукуока» | 45+2      | 1         |                    | 9                  | 0                  |                      | -                    | -                    |            | -          | -          | 56     | 1      |
| січ.-черв. 2018            | «Сент-Трюйден»             | ПЛ                         | 0         | 0         | КБ                 | -                  | -                  | -                    | -                    | -                    | -          | -          | -          | 0      | 0      |
| 2018–19                    | «Сент-Трюйден»             | ПЛ                         | 27+10     | 1         | КБ                 | 3                  | 0                  | -                    | -                    | -                    | -          | -          | -          | 40     | 1      |
| Усього за «Сент-Трюйден»   | Усього за «Сент-Трюйден»   | Усього за «Сент-Трюйден»   | 38        | 1         |                    | 3                  | 0                  |                      | -                    | -                    |            | -          | -          | 41     | 1      |
| 2019–20                    | «Болонья»                  | A                          | 29        | 1         | КІ                 | 1                  | 0                  | -                    | -                    | -                    | -          | -          | -          | 30     | 1      |
| 2020–21                    | «Болонья»                  | A                          | 31        | 2         | КІ                 | 2                  | 0                  | -                    | -                    | -                    | -          | -          | -          | 33     | 2      |
| серп. 2021                 | «Болонья»                  | A                          | 1         | 0         | КІ                 | 0                  | 0                  | -                    | -                    | -                    | -          | -          | -          | 1      | 0      |
| Усього за «Болонью»        | Усього за «Болонью»        | Усього за «Болонью»        | 61        | 3         |                    | 3                  | 0                  |                      | -                    | -                    |            | -          | -          | 64     | 3      |
| 2021–22                    | «Арсенал»                  | ПЛ                         | -         | -         | КА+КЛ              | -                  | -                  | -                    | -                    | -                    | -          | -          | -          | -      | -      |
| Усього за кар'єру          | Усього за кар'єру          | Усього за кар'єру          | 146       | 5         |                    | 15                 | 0                  |                      | -                    | -                    |            | -          | -          | 161    | 5      |

### Статистика виступів за збірну
Станом на 31 серпня 2021 року